# 謝茲 (紐約州)
謝茲（英語：Sheds）是位於美國紐約州麥迪遜縣的非建制地區。

## 歷史
謝茲的郵局於1892年設立，其後於1993年停運。

## 地理
謝茲所處的海拔為高於海平面440米（即1444英呎），而該地所採用的時區為UTC-5，即北美东部时区（EST）。同時該地設有夏令時間，為UTC-5調快一小時，即UTC-4（EDT）。